# Порт-де-Венсен (станция метро)
Порт-де-Венсен (фр. Porte de Vincennes) — станция линии 1 Парижского метрополитена, расположенная на границе XII и XX округов Парижа. Названа по одноимённой развязке с Периферик (бывшие ворота стены Тьера), через которые осуществляется движение в пригород Парижа Венсен. На станции установлены автоматические платформенные ворота.

## История
- Станция открылась 19 июля 1900 года как конечная станция самого первого пускового участка Парижского метрополитена. Конструкция станции была выполнена в виде двух односводчатых залов с островными платформами, соединённых разворотной петлёй для поездов, а от самой петли также была построена служебная соединительная ветвь в ателье де Шаронн. В связи с открытием 24 марта 1934 года участка до станции «Шато-де-Венсен» петля и вторые пути в каждом из залов были разобраны.
- В 2008 году станция подверглась реновации и закрывалась 28—29 июня того же года для проведения работ по подготовке к автоматизации движения[2]. В 2012 году с обеих сторон проспекта Кур де Венсен открылись конечные остановки линий трамвая № 3a и 3b.
- Пассажиропоток по станции по входу в 2011 году, по данным RATP, составил 4 363 767 человек[3]. В 2013 году этот показатель вырос до 5 878 175 пассажиров (62 место по уровню входного пассажиропотока в Парижском метро)[4].

## Галерея
- Реновация путевой стены
- Строительство конечной остановки линии трамвая № 3b